# Жидоштіна
Жидоштіна (рум. Jidoștina) — село у повіті Алба в Румунії. Входить до складу комуни Шугаг.
Село розташоване на відстані 243 км на північний захід від Бухареста, 40 км на південь від Алба-Юлії, 117 км на південь від Клуж-Напоки.

## Населення
За даними перепису населення 2002 року у селі проживали 84 особи, усі — румуни. Усі жителі села рідною мовою назвали румунську.